# Джастремски, Честер
Честер Эндрю «Чет» Джастремски (англ. Chester Andrew "Chet" Jastremski; 12 января 1941, Толидо, Огайо, США — 3 мая 2014, Блумингтон, Индиана, США) — американский пловец, бронзовый призёр Олимпийских игр в Токио (1964).

## Спортивная карьера
Когда спортсмен начал заниматься плаванием в Университете Индианы, то специализировался на баттерфляе. Однако вскоре под руководством известного тренера Джеймса Каунсилмена за счет использования техники «whip kick» стал одним из лучших брассистов своего времени: установил 9 мировых и 17 национальных рекордов. Выиграл 12 национальных титулов США и был первым человеком, который проплыл 100 ярдов быстрее, чем за минуту. За свои достижения появился на первой странице американского спортивного журнала Sports Illustrated 29 января 1962 г.
В 1963 г. победил на Панамериканских играх в Сан-Паулу на дистанции 200 м брассом. В 1956 г., в преддверии Олимпийских игр в Мельбурне, выиграл национальный отбор, но в итоге был дисквалифицирован за то, что мешал сопернику и не попал в олимпийскую команду. В 1960 г. остался вторым на отборе к Играм в Риме. На летних Олимпийских играх в Токио (1964) стал бронзовым призёром на той же дистанции. Через четыре года в Мехико (1968) участвовал в предварительном заплыве за эстафетную сборную США, выигравшую затем золотые медали.
В 1968 г. получил диплом доктора медицины Университета Индианы. В качестве врача являлся членом медицинской бригады США на летних Олимпийских играх в Монреале (1976). В течение 35 лет имел практику семейного врача.
В 1977 г. был введен в Международный зал славы плавания.